# سينوت حنا
سينوت حنا (1874- 8 يوليو 1930) هو سياسي ومناضل مصري، دفع حياته فداء لمصطفى النحاس.

## حياته ونشأته
ولد بمحافظة أسيوط عام 1874.

## سيرته
كان في البداية صديقا شخصيا لمصطفى كامل زعيم الحزب الوطني، ووثيق الصلة بعضو اللجنة الإدارية للحزب الوطني «ويصا واصف». وفي الشهر الأخير من حياة «مصطفى كامل» عام 1908، كان ناظر المعارف «سعد زغلول» في جولته الشهيرة بالوجه القبلي لتفقد المعاهد العلمية، وفي 18 يناير عام تناول سعد باشا طعام العشاء في منزل مدير أسيوط، وحضر هذا العشاء «سينوت حنا» ووقف «سينوت حنا» ضد محاولة «أخنوخ فانوس» تشكيل حزب طائفي باسم «الحزب المصري».
وفي المؤتمر القبطي الذي عقد باسيوط في 6 مارس 1911 نسق سينوت حنا جهوده مع أخيه بشري حنا الذي اختير رئيسا للمؤتمر للحيلولة دون العناصر الجامحة، وساعدهم في ذلك مطران أسيوط فرفعوا العلم المصري على المؤتمر، وتصاعدت الدعوة للوحدة الوطنية، وكان سينوت حنا أمين صندوق المؤتمر.
وعام 1914 وقف سينوت حنا إلى جانب سعد زغلول في مواجهة عدلي يكن في الجمعية التشريعية. وفي 8 إبريل عام 1919م سافر سينوت حنا مع أعضاء الوفد إلى باريس وبقى إلى آخر يوم قرر فيه «الرئيس سعد» أن يبقى.

## وفاته
بعد وفاة سعد زغلول ظل سينوت حنا قريبا من مصطفى النحاس وخاض معه حربا ضد حكومة صدقي باشا لإسقاط دستور 1930م، وإعادة دستور 1923م، وفي احدى جولات مصطفى النحاس في مدينة المنصورة وبالتحديد في يوم 8 يوليو عام 1930م وخلال انشغال النحاس بتحية الجماهير، توجه أحد الجنود بسونكي بندقيته إلى النحاس باشا إلا أن سينوت لمح السلاح المصوب إلى النحاس, وألقى جسده ليفدي به النحاس و يتلقى الطعنة بدلا منه. وتوفي بعدها بأيام متأثرا باصابته عن عمر يناهز 56 عاما بعد أن عاش طوال حياته زاهدا في أي منصب سياسي وحريصا على وحدة الوطن بجميع أطيافه مناضلا من أجل حريته.